# لوك لست
لوك لست (15 فبراير 1977 في المملكة المتحدة - ) (بالإنجليزية: Luke List)‏ هو لاعب كريكت بريطاني. لعب مع Oxfordshire County Cricket Club ‏.

## وصلات خارجية
- لوك لست على موقع إي آس بي آن كريك إنفو (الإنجليزية)